# 涼花リサ
涼花 リサ（すずはな りさ、7月26日 - ）は、元宝塚歌劇団雪組の娘役。
東京都八王子市、都立南多摩高等学校出身。身長163cm。愛称は「リサ」。

## 来歴
1998年、宝塚音楽学校入学。
2000年、宝塚歌劇団に86期生として入団。入団時の成績は34番。花組公演「源氏物語 あさきゆめみし／ザ・ビューティーズ!」で初舞台。組まわりを経て雪組に配属。
2005年の「さすらいの果てに」でバウホール公演初ヒロイン。
2012年5月27日、「ドン・カルロス／Shining Rhythm!」東京公演千秋楽をもって、宝塚歌劇団を退団。

## 宝塚歌劇団時代の主な舞台

### 初舞台
- 2000年4 - 5月、花組『源氏物語 あさきゆめみし』『ザ・ビューティーズ!』（宝塚大劇場のみ）

### 組まわり
- 2000年5 - 6月、星組『黄金のファラオ』『美麗猫 -ミラキャット-』（宝塚大劇場のみ）

### 雪組時代
- 2000年9 - 10月、『デパートメント・ストア』『凱旋門』（1000days劇場のみ）
- 2001年2 - 6月、『猛（たけ）き黄金の国』『パッサージュ』
- 2001年8月、『凱旋門』 - マルト『パッサージュ』（博多座）
- 2001年10 - 2002年2月、『愛 燃える』『Rose Garden』
- 2002年3 - 4月、『殉情（じゅんじょう）』（ドラマシティ・赤坂ACTシアター） - ユリコ[2]
- 2002年5 - 9月、『追憶のバルセロナ』 - 新人公演：マリエッタ（本役：汐夏ゆりさ）『ON THE 5th』
- 2002年10 - 11月、『再会』『華麗なる千拍子2002』（全国ツアー）
- 2003年1 - 2月、『春麗の淡き光に』 - 新人公演：上臈（本役：舞咲りん）『Joyful!!』（宝塚大劇場）
- 2003年3月、『春ふたたび』（バウホール） - ちや
- 2003年3 - 5月、『春麗の淡き光に』 - 新人公演：上臈（本役：舞咲りん）『Joyful!!』（東京宝塚劇場）
- 2003年6 - 7月、『春麗の淡き光に』 - 侍女『Joyful!!』（全国ツアー）
- 2003年8 - 12月、『Romance de Paris』 - 新人公演：コレット（本役：晴華みどり）『レ・コラージュ』
- 2004年1 - 2月、『送られなかった手紙』（バウホール・日本青年館） - ナターリヤ[2]
- 2004年4 - 7月、『スサノオ』『タカラヅカ・グローリー!』
- 2004年8 - 9月、『あの日みた夢に』（日本青年館・ドラマシティ） - エルザ[2]
- 2004年11 - 2005年2月、『青い鳥を捜して』 - 新人公演：スーザン（本役：愛耀子）『タカラヅカ・ドリーム・キングダム』
- 2005年4月、『さすらいの果てに』（バウホール） - エレノア バウ初ヒロイン[2]
- 2005年6 - 10月、『霧のミラノ』 - 新人公演：エンマ（本役：天勢いづる）『ワンダーランド』
- 2005年11 - 12月、『DAYTIME HUSTLER』（バウホール・日本青年館） - キャロル
- 2006年2 - 5月、『ベルサイユのばら-オスカル編-』 - クレサンティーム、新人公演：ジャルジェ夫人（本役：矢代鴻）
- 2006年7月、『ベルサイユのばら-オスカル編-』（全国ツアー） - バイオレット
- 2006年9 - 12月、『堕天使の涙』 - マイヤ、新人公演：ジュスティーヌ・ルブラン（本役：五峰亜季）『タランテラ!』
- 2007年2月、『星影の人』 - 明里『Joyful!!II』（中日劇場）
- 2007年5 - 8月、『エリザベート』 - ヘレネ
- 2007年9 - 10月、『星影の人』 - 明里『Joyful!!II』（全国ツアー）
- 2008年1 - 3月、『君を愛してる-Je t'aime-』 - ミミ『ミロワール』
- 2008年5 - 6月、『凍てついた明日』（バウホール） - ネル・コーワン
- 2008年8 - 11月、『ソロモンの指輪』『マリポーサの花』
- 2008年12 - 2009年1月、『カラマーゾフの兄弟』（ドラマシティ・赤坂ACTシアター） - リザヴェータ
- 2009年3 - 5月、『風の錦絵』『ZORRO 仮面のメサイア』 - エステバン夫人
- 2009年7 - 10月、『ロシアン・ブルー』 - スージー・スターン『RIO DE BRAVO!!』
- 2009年11 - 12月、『情熱のバルセロナ』 - パポーン侯爵夫人『RIO DE BRAVO!!』（全国ツアー）
- 2010年2 - 4月、『ソルフェリーノの夜明け』 - シスター・アメリー『Carnevale（カルネヴァーレ）睡夢（すいむ）』
- 2010年6 - 9月、『ロジェ』 - ローラ／フィオナ『ロック・オン!』
- 2010年10 - 11月、『オネーギンEvgeny Onegin』（日本青年館・バウホール） - ニーナ・グリュシンスカヤ[2]
- 2011年1 - 3月、『ロミオとジュリエット』
- 2011年4 - 5月、『ニジンスキー-奇跡の舞神-』（バウホール・日本青年館） - エミリー・マルクス
- 2011年7月、『ハウ・トゥー・サクシード』（梅田芸術劇場） - ミス・クラムホルツ
- 2011年9 - 11月、『仮面の男』 - 洗濯女『ROYAL STRAIGHT FLUSH!!』
- 2011年12 - 2012年1月、『Samourai』（ドラマシティ・日本青年館） - ブランシェ
- 2012年3 - 5月、『ドン・カルロス』 - フアナ『Shining Rhythm!』 退団公演[2]

### 出演イベント
- 2002年6月、TCAスペシャル2002『LOVE』
- 2002年11月、『アキコ・カンダレッスン発表会』
- 2003年10月、第44回『宝塚舞踊会』
- 2004年10月、第45回『宝塚舞踊会』